# 山口市立小郡南小学校
山口市立小郡南小学校（やまぐちしりつ おごおりみなみしょうがっこう）は、山口県山口市小郡緑町1番1号にある公立小学校。

## 概要
当時の小郡町立小郡小学校（現山口市立）の校区では1970年代以降より急速な宅地化が進み、1981年に上郷小学校開校に伴う校区分割が行われた後も児童数が1000人を超える状態が続いていたため、同校校区の南部地区を分離する形で1992年に開校した。

## 沿革
- 1992年 - 小郡町立小郡南小学校として開校。
- 2002年 - 開校10周年を迎える。
- 2005年 - 山口市へ移管。
- 2012年 - 開校20周年を迎える。
- 2022年 - 開校30周年を迎える。

## 通学区域
- 山口市小郡
  - 三軒屋、大正下、明治東、明治西、明治北、矢足、長谷、長谷西、原、柏崎、新開、金池、鉄道寮、御幸町、黄金町、高砂町、大江町、船倉町、緑町、花園町、前田町、若草町、平砂町、維新町[1]

## 進学先中学校
- 山口市立小郡中学校

## 交通アクセス
- 西日本旅客鉄道（JR西日本）山陽本線 新山口駅より450m。